# Tir à l'arc aux Jeux olympiques d'été de 2016
Navigation
Londres 2012 Tokyo 2020
Les épreuves de tir à l'arc aux Jeux olympiques d'été de 2016 organisés à Rio de Janeiro (Brésil) se déroulent au Sambodrome Marquês-de-Sapucaí du 6 au 12 août 2016. La Corée du Sud remporte les quatre titres mis en jeu.

## Format de la compétition
Un total de 128 athlètes participent aux quatre épreuves individuelles et par équipes. Pour ces quatre épreuves, la distance de l'archer à la cible est de 70 mètres.

### Épreuve individuelle
La compétition débute avec un tour réunissant les 64 archers de chaque sexe. Chaque archer tire un total de 72 flèches (en deux séries de six volées de six flèches), puis est classé 1er à 64e en fonction de son score.
Les phases finales commencent en 32e de finale, où l'archer ayant fini 1er du tir de qualification rencontre le 64e, le 2e rencontre le 63e et ainsi de suite. Les matchs se déroulent en sets de 3 flèches : les archers tirent 1 flèche chacun leur tour, avec 20 secondes par flèche. À chaque set celui qui cumule sur ses trois flèches le meilleur total marque 2 points, en cas d'égalité chaque archer marque 1 point. Le premier archer à 6 points remporte le match, il y a donc au moins 3 sets, et au plus 5 sets : en effet si au bout de 5 sets les archers sont à égalité une flèche de barrage est tirée, c'est-à-dire que chaque participant tire une seule flèche et la plus proche du centre remporte le match. L'archer remportant le duel participe au tour suivant, le perdant est éliminé, sauf en demi-finales, où les perdants se rencontrent lors du match pour la 3e place.

### Épreuve par équipes
Chaque équipe est composée de trois archers. Les 12 meilleures équipes sont classées par rapport aux résultats obtenus par leurs athlètes lors du tour de qualification de l'épreuve individuelle. Ce classement détermine le tableau pour la phase finale. 
Chaque membre de l'équipe tire 8 flèches dans un match (pour un total de 24 flèches par équipes) et l'équipe avec le total le plus élevé gagne le match. Le vainqueur se qualifie pour le tour suivant tandis que l'équipe perdante est éliminée de la compétition.

## Calendrier
| Qualification | Jour de compétition | Jour de finale |

| Date (août 2016)    | Date (août 2016)    | Date (août 2016)    | Ven 5 | Sam 6 | Dim 7 | Lun 8 | Mar 9 | Mer 10 | Jeu 11 | Ven 12 |
| ------------------- | ------------------- | ------------------- | ----- | ----- | ----- | ----- | ----- | ------ | ------ | ------ |
| Individuel - hommes | Individuel - hommes | Individuel - hommes |       |       |       |       |       |        |        | F      |
| Individuel - femmes | Individuel - femmes | Individuel - femmes |       |       |       |       |       |        | F      |        |
| Par équipe - hommes | Par équipe - hommes | Par équipe - hommes |       | F     |       |       |       |        |        |        |
| Par équipe - femmes | Par équipe - femmes | Par équipe - femmes |       |       | F     |       |       |        |        |        |

## Qualifications
Le quota d'athlètes pour le tir à l'arc comprend un total de 128 participants : 64 hommes et 64 femmes.

## Sites des compétitions
Les compétitions de tir à l'arc eu ont lieu au Sambodrome Marquês-de-Sapucaí.

## Podiums

### Hommes
| Épreuve     | Or                                                 | Argent                                              | Bronze                                       |
| ----------- | -------------------------------------------------- | --------------------------------------------------- | -------------------------------------------- |
| Individuel  | Corée du Sud Ku Bon-chan                           | France Jean-Charles Valladont                       | États-Unis Brady Ellison                     |
| Par équipes | Corée du Sud Kim Woo-jin Ku Bon-chan Lee Seung-yun | États-Unis Brady Ellison Zach Garrett Jake Kaminski | Australie Alec Potts Ryan Tyack Taylor Worth |

### Femmes
| Épreuve     | Or                                               | Argent                                                    | Bronze                                                 |
| ----------- | ------------------------------------------------ | --------------------------------------------------------- | ------------------------------------------------------ |
| Individuel  | Corée du Sud Chang Hye-jin                       | Allemagne Lisa Unruh                                      | Corée du Sud Ki Bo-bae                                 |
| Par équipes | Corée du Sud Choi Mi-sun Ki Bo-bae Chang Hye-jin | Russie Tuyana Dashidorzhieva Inna Stepanova Ksenia Perova | Taipei chinois Tan Ya-ting Le Chien-ying Lin Shih-chia |

### Tableau des médailles
- Pays organisateur (Brésil)

| Rang  | Nation       | Or | Argent | Bronze | Total |
| ----- | ------------ | -- | ------ | ------ | ----- |
| 1     | Corée du Sud | 4  | 0      | 1      | 5     |
| 2     | États-Unis   | 0  | 1      | 1      | 2     |
| 3     | Allemagne    | 0  | 1      | 0      | 1     |
| 3     | France       | 0  | 1      | 0      | 1     |
| 3     | Russie       | 0  | 1      | 0      | 1     |
| 6     | Australie    | 0  | 0      | 1      | 1     |
| 6     | Taïwan       | 0  | 0      | 1      | 1     |
| Total | Total        | 4  | 4      | 4      | 12    |